# 近藤亜美 (タレント)
近藤亜美（こんどう あみ）は新潟県出身のタレント、歌手。

## 概要
キャッチコピーは「お疲れハートにあみの☆ちゃーじ！！」。「あみの☆ちゃーじ」は自身の名前とアミノ酸とを掛けた文言で、見る人が元気をもらえるようなパフォーマンスを本人は常に心掛けている。
愛称はアミドル。

## 人物
自身の愛称になぞらえて、家族のことをママドル（母）、パパドル（父）、モカドル（姉）と呼ぶ。姉のモカドルはファンの間でも有名な存在で、妹のライブを観に来るモカドルに会う目的でライブに訪れるファンもいる。
趣味はダンスとキティちゃんグッズ集め。 家の中はキティちゃんグッズで溢れている。大好きなキティちゃんのように時代が変わっても色褪せないキャラクターを目指しており、彼女のパワフルなステージはピューロランドでのステージの影響を強く受けている。 キティちゃん以外にも、ぷよぷよのキャラクターが好き。好きな色はピンク。特技は耳を折り畳むこと。
また、漫画などに登場する好きなキャラクターを妄想彼氏と呼んでは彼らとの恋愛を空想する妄想癖の持ち主でもある。男性の髪型はテクノカットが好き。永遠の恋人はドラゴンボールに登場する未来トランクス（青年トランクス）。

## 活動
東京、新潟を中心に全国各地でライブを行っている。楽曲は全て自身で作詞し、振付も自作である。2010年に発売された初ミニアルバム「あみのそんぐす」の発売にはプロデューサーがついていたが、2014年発売のセカンドアルバム「COLORS」からはセルフプロデュース。
ライブではファンが彼女の歌に合わせて行うオタ芸やコールが存在する。例えば曲の途中で入れるMIXは「アミ！ドル！アミ！ドル！元気をチャージ！あみちゃーん！」とコールする。キャッチコピーである「おつかれハートにあみの☆ちゃーじ！！」を彼女が言う際には、観客も彼女に合わせて「あみの☆ちゃーじ！！」と叫ぶのが恒例。都内ライブハウスで行うステージでは特に、上記のようなオタ芸やコールの飛び交う色濃いライブとなる。

## 作品

### CD
- 1stミニアルバム「あみのそんぐす」（2010）

| 1 | WELCOME TO AMIDOL WORLD!!         |
| 2 | 君のとなりに☆                     |
| 3 | The Secret Garden～ピアノの吐息～ |
| 4 | Super wing                        |
| 5 | Love song for you…☆               |
| 6 | I m not alone                     |

- 2ndアルバム「COLORS」（2014）

| 1 | opening                        |
| 2 | shining future                 |
| 3 | トレジャーハンター             |
| 4 | ニイガタPOWER!～アミドルver.～ |
| 5 | AGAIN                          |